# Gautier Ier Giffard
Pour les articles homonymes, voir Gautier Giffard.
Gautier Ier Giffard ou Giffard of Barbastre († vers 1084), est un seigneur normand puis anglo-normand, contemporain de Guillaume le Conquérant. Sa biographie n'est pas facile à établir en raison de la confusion avec celle de son fils du même nom.

## Biographie
Gautier est lié à la famille ducale de Normandie, puisqu'il est un neveu de Gunnor. C'est un seigneur cauchois : il possède Bolbec, puis, après 1055, acquiert Longueville, qui devient le chef-mois de la seigneurie. 
Sa première apparition dans l'historiographie normande est en liaison avec la révolte du comte Guillaume d'Arques, en 1053. Ce dernier est alors en rébellion contre son seigneur et neveu Guillaume le Bâtard. Le duc de Normandie l'assiège dans le château d'Arques, puis, selon le chroniqueur Guillaume de Poitiers, confie la poursuite du siège à Gautier Giffard. Le seigneur cauchois remplit sa mission, puisque le rebelle finit par se rendre, après l'échec d'une armée venue le secourir. On retrouve peu après Gautier à la bataille de Mortemer, en 1054. Il fait partie des commandants normands qui taillent en pièces l'armée française commandée par Eudes, le frère du roi de France. Gautier joue donc un rôle important à deux moments-clés du règne du jeune duc Guillaume. Les services rendus expliquent probablement la cession par le futur Conquérant du fief de Longueville à son fidèle guerrier après 1055. 
Lors de la préparation de la conquête de l'Angleterre, Gautier fournit 30 navires et 100 chevaliers, ce qui atteste sa puissance. C’est l’un des conseillers proches de Guillaume le Conquérant. Il participe assurément à la bataille d'Hastings. Un chroniqueur tardif raconte que, lors du combat, il tomba de son destrier, mais que le duc lui-même vint à son secours pour le sortir de cette mauvaise situation.

## Famille et descendance
Parents : Osbern de Bolbec et une sœur de Gunnor dont le nom est Wevie.
Épouse : Ermengarde, fille de Gérard Flaitel, un seigneur du Talou.
Frère : Godefroi , père de Guillaume d'Arques (né en 1045 et mort en 1087).
Enfants : 
- Gautier II Giffard ;
- Rohaise mariée à Richard de Bienfaite, fils du comte Gilbert de Brionne ;
- Raoul Giffard, bienfaiteur de l'abbaye de Montivilliers ;
- Osbern Giffard[11].